# Richard Buck
Richard Buck, född den 14 november 1986, är en brittisk friidrottare som tävlar i kortdistanslöpning främst på 400 meter.
Bucks första internationella mästerskap var inomhus-VM 2008 där han blev utslagen i semifinalen på 400 meter. Vid Inomhus-EM 2009 slutade han på femte plats på tiden 46,93. Vid samma mästerskap ingick han i det brittiska stafettlaget på 4 x 400 meter som blev silvermedaljörer. 
Han deltog vid inomhus-VM 2010 där han åter blev utslagen i semifinalen på 400 meter. Även denna gång blev han medaljör i stafett. Denna gång slutade det brittiska laget på tredje plats.

## Personliga rekord
- 400 meter - 46,13 från 2007